# La Cruz, Hueytamalco
La Cruz är en ort i Mexiko.   Den ligger i kommunen Hueytamalco och delstaten Puebla, i den sydöstra delen av landet, 200 km öster om huvudstaden Mexico City. La Cruz ligger 687 meter över havet och antalet invånare är 154.
Terrängen runt La Cruz är huvudsakligen kuperad, men åt nordväst är den platt. Runt La Cruz är det ganska tätbefolkat, med 248 invånare per kvadratkilometer. Närmaste större samhälle är Teziutlan, 18,2 km söder om La Cruz. I omgivningarna runt La Cruz växer huvudsakligen savannskog.